# Єжаков Олександр Олександрович
Олександр Олександрович Єжаков (нар. 10 вересня 1952, Черкаська область, УРСР) — радянський футболіст та український тренер, виступав на позиції захисника.

## Кар'єра гравця
Розпочав кар'єру в клубі «Більшовик» (Київ), звідки отримав запрошення від миколаївського «Суднобудівника». Після цього був призваний на військову службу, яку проходив у Казахстані. Виступав протягом року в резервній команді алматинського «Кайрату». Після цього захищав кольори казахстанських клубів «Орбіта» (Кизилорда), «Шахтар» (Караганда), «Гірник» (Каражал) та «Джезказганець» (Жезкаган). У 1982 році повернувся до України, де підсилив склад «Машинобудівника» (Бородянка). Останні три роки кар'єри професіонального гравця провів у черкаському «Дніпрі». У 1989 році знову виступав за бородянський «Машинобудівник», а в 1991 році виступав у золотоноському «Спартаку». Кар'єру гравця завершив у сезоні 1994/95 років виступами за «Локомотив» (Гребінка) в чемпіонаті Черкаської області (9 матчів).

## Кар'єра тренера
По завершенні кар'єри професіонального футболіста розпочав тренерську діяльність. Спочатку тренував аматорський колектив з смт Чорнобай з Черкаської області. Після цього тренував клуби «Машинобудівник» (Бородянка), «Локомотив» (Гребінка) та «Хімік» (Сєвєродонецьк). Після розпаду СРСР виїхав до Росії, де працював з клубами «УралАз» (Міасс) та «Носта» (Новотроїцьк). Потім повернувся до України, де працював з «Локомотивом» (Гребінка) та різними колективами Полтавської області. Працював також у польавській ДЮСШ «Молодь». Допомагав тренувати Павлу Яковенко тренувати аматорську збірну України з футболу. 28 грудня 2009 року призначений головним тренером «Буковини». Проте вже в березні 2010 року пішов у відставку за сімейними обставинами. Потім тренував аматорські колективи Київської області «Діназ», «Рубін» (Пісківка) та ФК «Вишневе». З серпня 2016 року працював у ДЮСШ «Скала» (Моршин), також очолював команду «Скала» (Стрий) U-15.